# 奧利·班克斯
奧利·班克斯（英語：Ollie Banks；1992年9月21日—）是一位英格蘭足球運動員。在場上的位置是中場。他現在效力於英格蘭足球甲級聯賽球隊切斯特菲爾德足球俱樂部。